# David Webb
David James Webb, más conocido como David Webb (Londres, Inglaterra, 9 de abril de 1946), es un exfutbolista inglés que se desempeñó como defensa en clubes como el Southampton FC y el Chelsea FC.

## Clubes
| Club                | País       | Año         |
| ------------------- | ---------- | ----------- |
| Leyton Orient       | Inglaterra | 1963 - 1965 |
| Southampton FC      | Inglaterra | 1965 - 1968 |
| Chelsea FC          | Inglaterra | 1968 - 1974 |
| Queens Park Rangers | Inglaterra | 1974 - 1977 |
| Leicester City      | Inglaterra | 1977 - 1978 |
| Derby County        | Inglaterra | 1978 - 1980 |
| AFC Bournemouth     | Inglaterra | 1980 - 1983 |
| Torquay United      | Inglaterra | 1983 - 1984 |

## Palmarés

### Campeonatos nacionales
| Título | Club       | País       | Año     |
| ------ | ---------- | ---------- | ------- |
| FA Cup | Chelsea FC | Inglaterra | 1969-70 |

### Copas internacionales
| Título           | Club       | País       | Año     |
| ---------------- | ---------- | ---------- | ------- |
| Recopa de Europa | Chelsea FC | Inglaterra | 1970-71 |

### Distinciones individuales
| Distinción                   | Año  |
| ---------------------------- | ---- |
| Mejor Jugador del Chelsea FC | 1969 |
| Mejor Jugador del Chelsea FC | 1972 |